# Print Media Austria
Die Print Media Austria AG war eine aus der Österreichischen Staatsdruckerei zu Privatisierungszwecken gebildete Dachgesellschaft mit Sitz in Wien.
Ab 1997 wurde die Österreichische Staatsdruckerei in eine Aktiengesellschaft umgewandelt und 1999 in Print Media Austria AG umbenannt. Aus dieser wurde wiederum 1999 die Österreichische Staatsdruckerei GmbH (OeSD) abgespalten, die im Jahr 2000 privatisiert wurde. Im Jahr 2000 wurde auch der bis dahin zu 100 Prozent der Print Media Austria gehörende Verlag Österreich verkauft und der Legislativbereich Amtliche Publikationen – Digitale Dienste, der für öffentliche Verlautbarungen und Bundesgesetzblätter zuständig ist, wurde von der Wiener Zeitung übernommen. Diese wurde bereits 1998 aus der Staatsdruckerei ausgegliedert und gehört zu 100 Prozent der Republik Österreich.
Zu Jahresbeginn 2001 wurde die verbliebene Strohal Rotationsdruck GmbH an die österreichische Investorengruppe Invest Equity  für einen kolportierten Preis in Höhe von umgerechnet rund 29 Mio. Euro verkauft und 2005 an den Konzern Leykam-Let's-Print weitergereicht.
Die Print Media Austria AG verblieb im Eigentum der staatlichen ÖIAG, übte aber praktisch keine Geschäftstätigkeit mehr aus. Am 8. Juni 2001 wurde das Vermögen der Print Media Austria GmbH im Wege der Gesamtrechtsnachfolge gemäß § 10 ÖIAG-Gesetz 2000 auf die ÖIAG übertragen.